# Jaguar Mark V

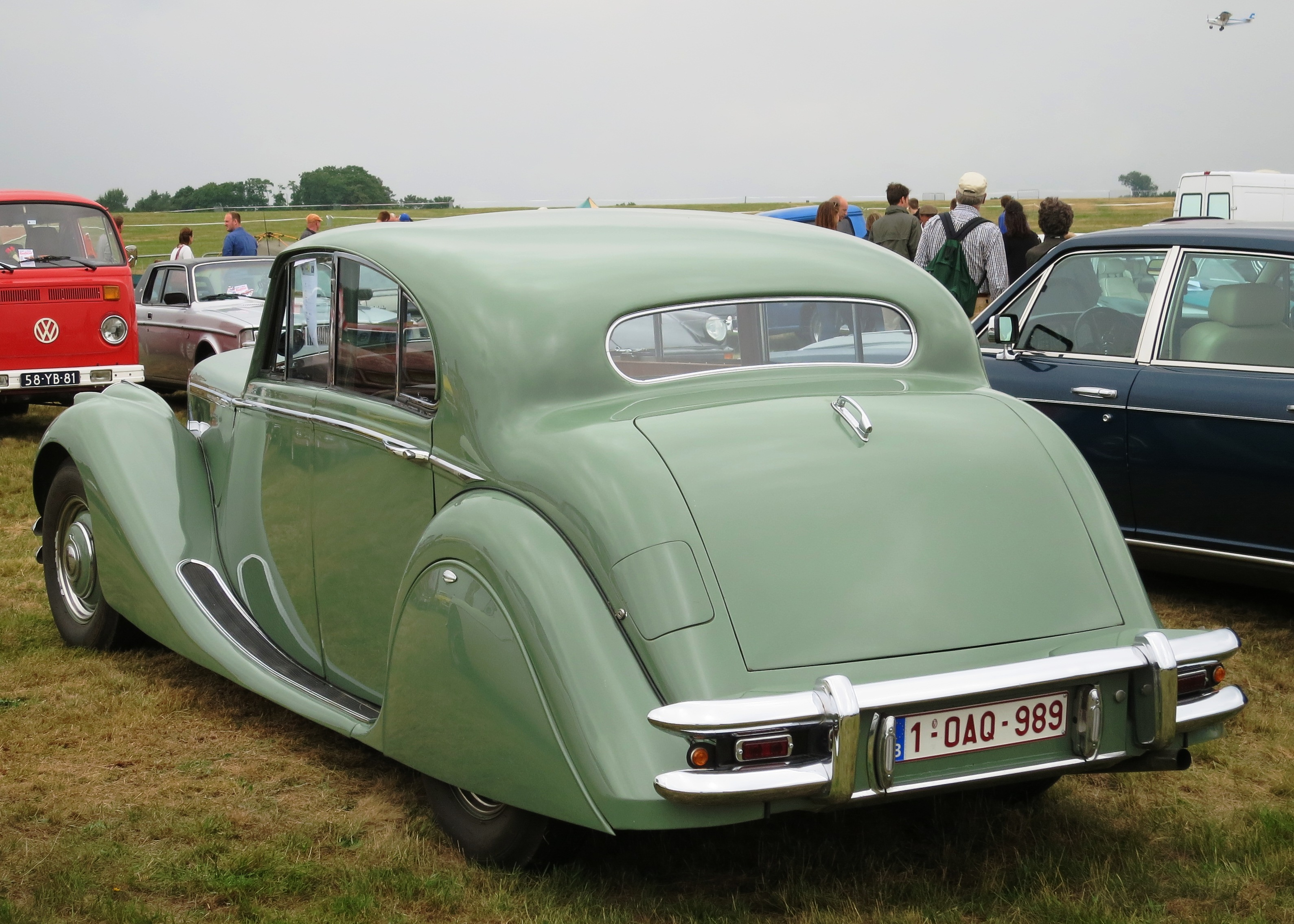
Jaguar Mark V Saloon

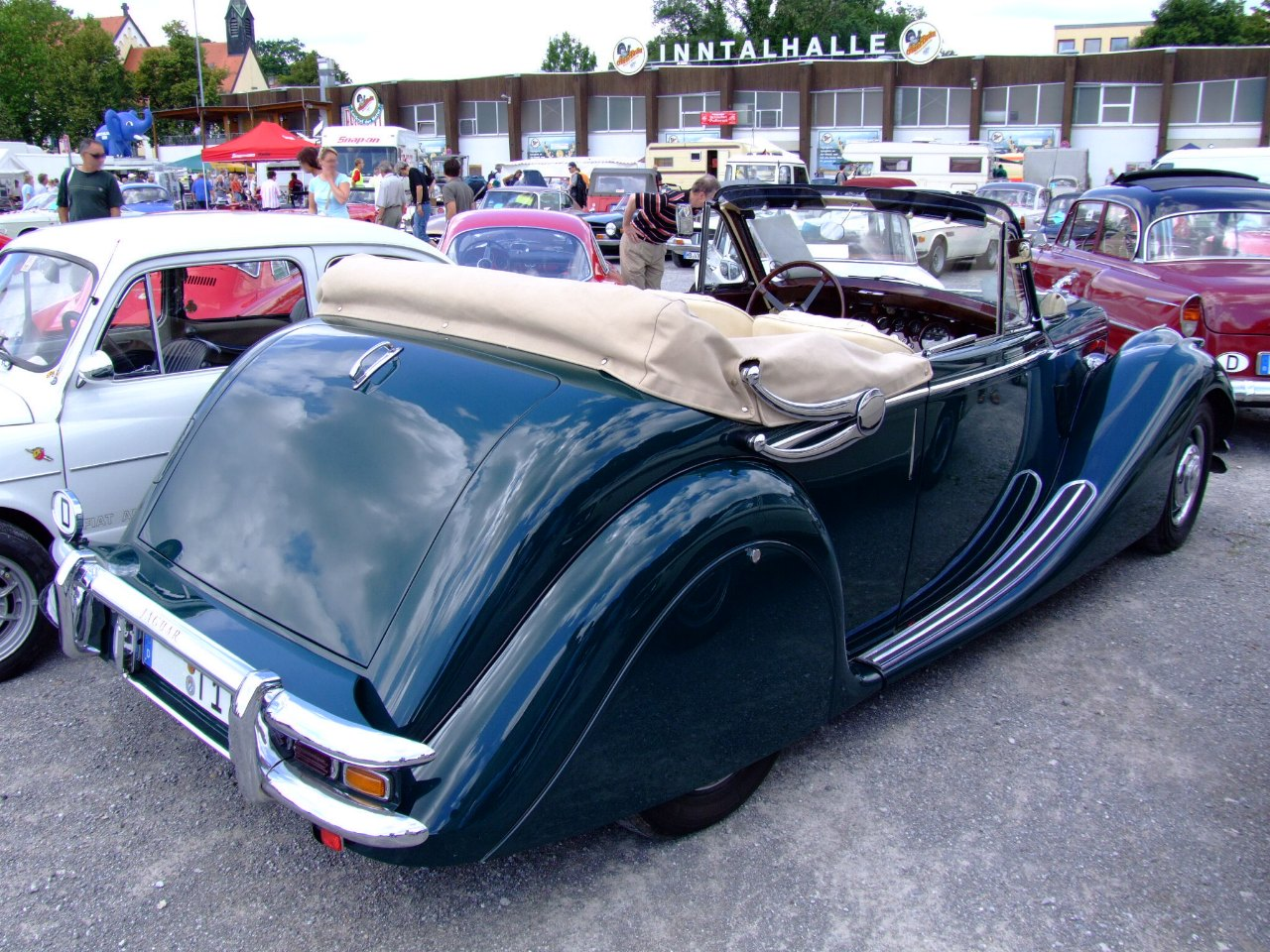
Jaguar Mark V Drop Head Coupé

Jaguar Mark V (také označován Mk V) byl luxusní automobil vyráběný automobilkou Jaguar Cars mezi lety 1948 a 1951. Jednalo se o překlenovací model mezi předválečnými a poválečnými vozy Jaguar. Předchůdcem byl model SS Jaguar 2½/3½ litru (Mk IV), nástupcem pak model Mark VII.
Jaguar Mark V se představil v září 1948 na Londýnském autosalonu. Vzhledem se příliš nelišil od svých předchůdců vyráběných před válkou, největším rozdílem byly zčásti vestavěné světlomety do blatníků a moderněji vyhlížející kamašové kryty zadních kol. Zbytek si zachovával tradiční vzhled, na který mohli být tradiční zákazníci zvyklí. O jeho návrh se postaral sám ředitel firmy William Lyons. Přestože se mohlo zdát o na první pohled zastaralé auto, skrývalo mnoho inovací. Jednou z hlavních bylo zcela nové nezávislé přední zavěšení navržené konstruktérem Williamem Heynsem, založené na technice torzních tyčí s malým pnutím, které užíval Citroën. Přední náprava dostala dvojitá trojúhelníková ramena s kulovými klouby, která umožňovala zároveň pérování i změnu směru kol. Dalšími novinkami byly hydraulické brzdy a zcela nové šasi. Při jeho konstrukci byl kladen důraz na zvukovou izolaci podvozku a také sladění pérování. Tento moderní podvozek se později stal základem pro velké limuzíny Jaguar z 50. let. Původně měl být model osazen nově vyrobeným šestiválcem, ale nakonec byl vybrán starý šestiválec. Nabízel se s objemem 2 664 cm3 nebo 3485 cm3. Tyto pohonné jednotky měly ventily řízené shora a byly posledními motory Jaguar bez vačkových hřídelů v hlavách válců. Sportovní model XK 120, který se představil téhož roku jako Mk V, měl už nový řadový šestiválec s ventilovým rozvodem DOHC. Vozy s objemem 2½ litru měly výkon 104 koní (78 kW) a max. rychlost okolo 140 km/h. Pohonná jednotka 3½ litru měla výkon ještě o 20 koní vyšší, tedy 124 koní (94 kW); zrychlení z 0 na 100 km/h za 15 s a max. rychlost 150 km/h. S tímto motorem získal model Mark V cenné třetí místo na prestižní Rallye Monte Carlo v roce 1951.
Vůz se prodával ve dvou karosářských verzích. První byla klasická verze s pevnou střechou označovaná Saloon a druhá verze s plátěnou snímací střechou se nazývala Drophead Coupé. Celkem bylo prodáno 10 466 kusů modelu Mark V. Vozů s 2½ litrovým motorem se prodalo dohromady 1703 exemplářů, a to 1674 v provedení Saloon a pouze 29 v provedení Drophead Coupé. Modelů s 3½ litrovým motorem se vyrobilo 8799 kusů - 7828 provedení Saloon a 971 provedení Drophead Coupé. Nástupcem modelu Mark V se stal model Mark VII (označení Mark VI nebylo použito, jelikož ho používala konkurenční značka Bentley).